# Sensui-jima
Sensui-jima (jap. 仙酔島, früher auch 仙醉島) ist eine Insel in der japanischen Seto-Inlandsee und Teil des Meeresgebiets des Hafens von Tomonoura. Sie gehört zur Gemeinde Fukuyama der Präfektur Hiroshima. Westlich liegen die Bingojima-Inseln, südlich die Hashirijima-Inseln und östlich die Kasaoka-Inseln. Die Insel ist heute unbewohnt, 1995 lebten hier noch zwei Personen. Sie ist jedoch weiterhin ein Touristenort, der im Frühling zur Blütenschau (Hanami) und im Sommer zum Baden und Campen besucht wird. Über und um die Insel führen verschiedene Wanderwege. Eine Fähre, eine verkleinerte Nachbildung der Iroha Maru, eines Dampfschiffs aus der Mitte des 19. Jahrhunderts, verkehrt von Tomonoura aus tagsüber alle 20 Minuten.
Im Mai wird alljährlich das Tomonoura Kankō Taiami (鞆の浦観光鯛網) veranstaltet, ein Fest, an dem die traditionelle Netzfischerei vorgeführt wird. Der Name der Insel kommt von der Sage, dass von „ihrer Schönheit selbst ein Eremit trunken wird“ (「仙人が酔う程に美しい島」).
Übernachtungsmöglichkeiten bietet das Hotel Kokumin Shukusha Sensuijima (国民宿舎仙酔島) mit verschiedenen Badeeinrichtungen.
Südwestlich vorgelagert ist die Insel Kōgō-shima (皇后島; 34° 22′ 50″ N, 133° 23′ 24″ O), westlich Benten-jima (弁天島; 34° 22′ 59″ N, 133° 23′ 11″ O) und südöstlich Tsutsuji-shima (つつじ島; 34° 22′ 44″ N, 133° 24′ 21″ O).